# Cão de Gado Transmontano
Il Cão de Gado Transmontano (detto anche Transmontano Mastiff) è una razza di cane da guardiania originaria del Portogallo, più precisamente della provincia storica di Trás-os-Montes e Alto Douro, nel nord-est del paese. È una razza rara confinata principalmente in tale zona.

## Storia
L'origine di questa razza è comune a quella di tutti i mastini iberici, e la sua evoluzione è legata alla via della transumanza nella penisola iberica. Anticamente questo cane molosso si trovava nelle regioni alte del Portogallo, in particolare nella provincia di Trás-os-Montes e Alto Douro. La razza veniva utilizzata per migliorare la pastorizia sviluppandola come cane da guardia del bestiame, in particolare contro gli attacchi del lupo iberico. La razza si è evoluta nel tempo con una genetica migliorata attraverso l'allevamento selettivo. Alcuni pensano che la razza sia imparentata con il mastino tibetano, ma non ve ne sono prove. È imparentato con il Rafeiro do Alentejo, cane da bestiame del Portogallo meridionale, che per  secoli avrebbe seguito le mandrie di bovini nelle loro migrazioni all'interno del paese. Poiché queste migrazioni sono state ridotte, le due razze si sono discostate.
La razza si è adattata alle condizioni della regione delle montagne del Portogallo, caratterizzate da ripidi campi di pascolo e di difficile accesso stradale, e ai tipi di bovini, pecore e capre che tradizionalmente pascolavano in queste zone.
Fino alla seconda metà del Novecento la regione era prevalentemente pastorale, finché il governo del Portogallo ha incoraggiato lo sgombero della terra per la coltivazione del grano. Tuttavia, molte di queste aree sono tornate al loro precedente uso di pascolo.
Il 95% dei cani di questa razza continua a custodire estesi greggi di pecore nella regione. A partire dal 1995, la razza era esclusiva del Portogallo. La razza è stata importata nello stato americano dell'Oregon, per un esperimento col fine di documentare l'introduzione e l'effetto di razze "più grandi" e "più audaci" come deterrente alla predazione dei lupi. Dal loro ritorno nel 2008 fino al 2014, il Dipartimento della pesca e della fauna selvatica dell'Oregon ha documentato "86 attacchi mortali di lupi al bestiame". Un esperimento simile con mandrie di bovini è stato condotto dall'USDA nel Montana.

## Descrizione

### Mantello e colore
Ha un mantello da corto a medio con un sottopelo fitto, che ben si adatta al clima caldo e secco della regione. Generalmente il mantello è bianco, con ampie chiazze di nero, giallo, fulvo, tigrato o "grigio lupo". Può anche essere in tinta unita fulvo, giallo, grigio lupo o tigrato.

### Dimensione
Questa è la più grande delle razze portoghesi.
È una razza potente, muscolosa e grande con un muso largo e una testa grande. I maschi sono alti da 75 a 85 cm e pesano tra 60 e 75 kg, mentre le femmine sono alte da 68 a 78 cm, con un peso compreso tra 50 e 60 kg. Hanno mascelle moderatamente larghe e una singola giogaia.

### Temperamento
Sono principalmente cani da guardia del bestiame.
Questa razza è calma e riservata alle minacce, ed è particolarmente curiosa e intelligente. Un attributo importante è la sua capacità di lavorare come branco misto con maschi e femmine intatti; ovviamente, i maschi più giovani devono socializzare per "temperare il loro dominio" e adattarsi a lavorare all'interno del branco. Hanno una predisposizione naturale a scavare sotto le recinzioni e ad "estendere il proprio territorio", che deve essere monitorato e controllato. Sono energici, attivi e vigorosi e ben adattati a respingere cinghiali, volpi e lupi (in particolare il lupo iberico), i predatori prevalenti nell'area, oltre ai cani selvatici. Sono un "eccellente guardiano notturno".
Alcuni rappresentanti sono stati selezionati e importati negli Stati Uniti per uno studio del Dipartimento dell'Agricoltura degli Stati Uniti sull'uso dei cani per mitigare la predazione del lupo negli Stati Uniti occidentali.
Hanno bisogno di ampi spazi e per natura amano vagare liberamente. Non sono adatti per vivere in appartamento.
Sono un buon cane da compagnia. Le femmine sono generalmente più docili dei maschi.
Come la maggior parte dei cani da guardia del bestiame, sono legati al gregge; sono "pensatori indipendenti", e perciò devono essere addestrati a rispondere alla voce del loro padrone.
La formazione precoce e la socializzazione sono essenziali, essendo piuttosto geloso e possessivo.
Sono però altamente addestrabili.

## Riconoscimento della razza
Nel 2020 la FCI ha riconosciuto provvisoriamente la razza.
Grupo Lobo (un'ONG fondata nel 1985) supporta il posizionamento di questi cani per proteggere le greggi dai lupi, contribuendo così a preservare i lupi (una specie protetta in Portogallo) dai conflitti umani.